# Bladsplijters
De term bladsplijters wordt in de kristallografie en mineralogie gebruikt voor de groep van mineralen die een blad- tot plaatvormige (tabulaire of lamellaire) habitus hebben. Ze bezitten tevens, parallel aan deze plaatrichting, een goede tot perfecte splijting. Meestal verstaat men onder bladsplijters de mineralen uit de glimmergroep (soms worden ook andere ertoe gerekend); in vakkringen gebruikt men de term fyllosilicaten, die vrijwel dezelfde betekenis heeft.